# Cornelius Wilhelm Karl von Heyl zu Herrnsheim
Cornelius Wilhelm Karl Freiherr Heyl zu Herrnsheim (* 27. Juli 1874 in Worms; † 18. Februar 1954 ebenda) war ein deutscher Lederindustrieller.

## Leben

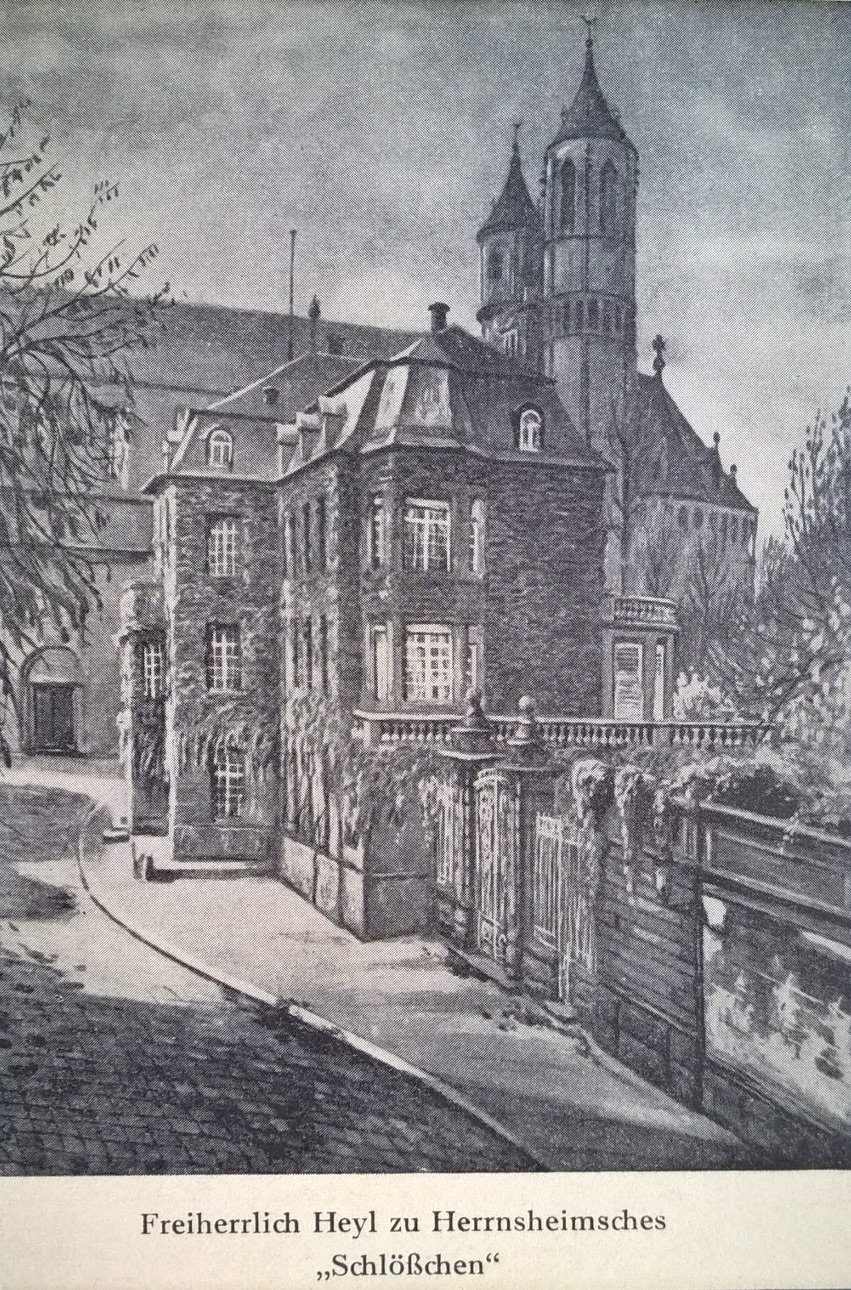
Heyls-Schlößchen nach Umbau durch Bruno Paul, etwa 1905. Wohnsitz der Familie.

Cornelius von Heyl zu Herrnsheim entstammte einer alten Wormser Lederfabrikantenfamilie. Sein Urgroßvater Cornelius Heyl war der Gründer des Heyl’schen Familienunternehmens Cornelius Heyl AG, Lederwerke. Sein Vater war Cornelius Wilhelm von Heyl zu Herrnsheim. Nach dem Abitur am Gymnasium in Worms studierte er an den Universitäten Heidelberg, Berlin, Leipzig und wieder Heidelberg Rechtswissenschaften. 1893 wurde er Mitglied des Corps Saxo-Borussia Heidelberg. Nach seiner Promotion zum Dr. jur. in Heidelberg trat er 1898 in das Familienunternehmen ein. Nach einer technischen und kaufmännischen Ausbildung wurde er 1902 Juniorchef und später als Stellvertreter des Seniorchefs Leiter der Werke. Ab 1923 war er Präsident des Vorstandes der Heyl AG. Neben den Lederwerken besaß er große Ländereien. Am Ersten Weltkrieg nahm er als Major der Reserve teil.
Heyl zu Herrnsheim war Vorsitzender des Aufsichtsrates der AG zur Erbauung billiger Wohnungen in Worms und der GmbH zur gemeinnützigen Beschaffung von Wohnungseinrichtungen in Worms, stellvertretender Präsident der Industrie- und Handelskammer Worms, Vorsitzender der Industrievereinigung und des Arbeitgeberverbandes Worms sowie des Altertumsvereins und der Stiftung Kunsthaus Heylhof in Worms.
Heyl war weiterhin Mitglied des Kuratoriums des Instituts für Lederforschung und der Kaiser-Wilhelm-Gesellschaft zur Förderung der Wissenschaften sowie Verwaltungsratsmitglied der Gesellschaft der Freunde und Förderer der Landesuniversität Gießen und der Universität Heidelberg. Er war Vorsitzender des Hessischen Gustav Adolf-Vereins, Mitglied des Deutsch-Evangelischen Kirchentages und Vorstandsmitglied der Landesgruppe Hessen der Deutschen Gesellschaft zur Förderung Evangelisch-theologischer Wissenschaft.

### Familie
1907 heiratete er in Büdingen Mathilde Prinzessin zu Ysenburg und Büdingen, eine Tochter des Fürsten Bruno zu Ysenburg und Büdingen. Ihr Bruder war Fürst Wolfgang zu Ysenburg und Büdingen.
Das Ehepaar hatte zwei Töchter, Irmgard und Heilwig, sowie drei Söhne, Cornelius, Johann-Cornelius und Siegfried. Wohnsitz der Familie war das Schlößchen in Worms.

## Auszeichnungen
- Ehrendoktorwürde eines Dr. theol. h .c. der Landesuniversität Gießen
- Eisernes Kreuz II. Klasse
- Österreichisches Militärverdienstkreuz mit der Kriegsdekoration
- Hessische Tapferkeitsmedaille
- Griechischer Erlöser-Orden
- Hanseatenkreuz
- 1944: Ehrensenator der TH Darmstadt.